# M ACT CREW
M ACT CREW(エム アクト クルー)は、日本のエンターテイメント団体。2011年8月5日設立。

## 概要
- 2011年10月30日より主催イベント、"M"イベントを開始。
- 2011年11月6日、Facebookページを開設。
- 2012年6月15日、東京都中野区に多目的スタジオ「M ACT STUDIO」をオープン。
- 2012年8月より舞台公演を開始。
- 2013年よりインターネットショッピングサイト「M ACT LIFE」の運営を行っている。
- 2013年3月15日より毎週金曜日にUSTREAMで生放送「M ACT NIGHT」を配信している。

　（初期はニコニコ生放送配信。不具合が生じたためUSTREAMに移行。）
- 現在6名が所属しており、事務所契約しているメンバーもいる。
- 松永一哉、本田昂也、大音智海、本田礼生は「Mr.UMA」のメンバー。
- 松永一哉、大音智海はマイケル・ジャクソンのダンス・歌をメインにした「ツインマイケル」を組んでいる。
- 本田昂也、本田礼生はダンス・アクロバットをメインにした｢CB2s｣を組んでいる。
- 本田礼生、野村俊は「れおぐる」を組んでいる。
- 主催の"M"イベントでは毎回アーティストやダンサー、DJなど様々なゲストが登場しコラボレーションしている。

　過去にはニコニコ動画で人気のGARNiDELiAやプリキュア主題歌で有名な工藤真由が出演。
- 主催初の舞台作品「M ACT QUEST～勇者たもつと屈強なパフォーマー達の魔王への軌跡～」では、舞台未経験者の野村俊が主演の勇者たもつ役に大抜擢された。
- M ACT event vol.3「New comer & Speciality」で野村俊、佐藤宏紀、篠原立の正式加入が発表された。
- 不定期でスマートフォンによるツイキャスも行っている。

## メンバー
- 松永一哉（代表）
- 本田昂也
- 大音智海(1990年8月3日)
- 野村俊(1993年1月1日)
- 佐藤宏紀(1991年1月17日)
- 篠原立(1999年2月5日)

## 活動

### M ACT CREW主催公演
- 2012年 8月16日～17日 松永一哉プロデュース公演 第一弾「M ACT QUEST～勇者たもつと屈強なパフォーマー達の魔王への軌跡～」（三鷹市芸術文化センター）
- 2013年10月12日～20日 松永一哉プロデュース公演 第二弾「Midnight Traveller」（ブディストホール）

### Mイベント
- 2011年10月30日 - "M" first event（FIAT SPACE）
- 2011年12月 9日 - "M" 2nd event（FIAT SPACE）
- 2012年 6月30日 - M 24th anniversary～ロバのロバによるロバのための、誕生座談会～（文化ファッションインキュベーション）
- 2013年 3月 9日 - M ACT event vol.3「New comer & Speciality」（新大久保bto）
- 2013年 6月29日 - M 4th event～松永一哉 15th Anniversary～（アンドロイドルカフェ）
- 2013年 8月25日 - "M" 5th event（Live Café 以心伝心）

### 協力・出演舞台
- 2012年 8月23日～27日 - 劇団ドガドガプラス「偽作 不思議の国でアリんス2012」（東京キネマ倶楽部）
- 2013年 2月20日～ 3月 3日 - 劇団SET タイツマンズ・バラ組LIVE「シュワッチ！」～目指すはタイツの王子様～（赤坂レッドシアター）
- 2013年 4月27日～29日 - PEACE 第6回公演「CLOCK」（日暮里サニーホール）
- 2013年 6月 4日～ 9日 - SECOND・N　PRODUCE VOL.3「愛しの★ギョレンジャー」（Geki地下Liberty）
- 2013年 6月 5日～ 9日 - 進戯団夢命クラシックス #14 【OTOGI狂詩曲(ラプソディ)】（シアターグリーン）
- 2013年 6月26日～30日 - PEACE 第7回公演「RE:RISE」（笹塚ファクトリー）
- 2013年 7月27日～ 8月 1日 - はっぴぃはっぴぃどりーみんぐvol.3「大正浪漫探偵譚」（ワーサルシアター八幡山）

### ゲスト出演イベント
- 2011年12月10日 - Lead Music Vol.3（渋谷UNDERBAR）
- 2011年12月29日 - 青山FAVORITE PREMIUM（FIAT SPACE）
- 2012年 9月15日～16日 - COTA-rs FESTA 2012（高円寺明石スタジオ）
- 2012年10月 6日 - ロア健治主催「イケメン祭りvol.2」（大阪アトランティック）
- 2012年10月14日 - ロア健治主催「イケメン祭りvol.2」（池袋BlackHole）
- 2013年 2月23日～24日 - STAR SHOCK!!（LIQUIDROOM）
- 2013年 3月 3日 - 街角美人 presents Tokyo Fashion Collection（Zepp Divercity Tokyo）
- 2013年 6月30日 - 街角美人presents Color-i Pet Collection Vol.2（横浜BLITZ）
- 2013年 7月29日 - 街角美人Presents Color-i CV Collection（赤坂BLITZ）

### その他イベント
- 2012年 8月10日 - M ACT QUEST 街頭プロモーション（秋葉原）
- 2013年 8月 4日 - 公演初日まで77日！「Midnight Traveller街頭プロモーション」（渋谷マルイ前）

### ラジオ
- 2013年 7月23日 - DJ.ЯiE/FUJITA「ActなdokuRock」第52回放送（東京ネットラジオ）
- 2013年 8月 8日 - DJ.永井カイル「Watch This Space」第45回放送（東京ネットラジオ）
- 2013年 8月17日 - DJ.MASAHIRO「SAVE THE MASAHIRO」第5回放送（東京ネットラジオ）
- 2013年 8月22日 - DJ.永井カイル「Watch This Space」第46回放送（東京ネットラジオ）